# Rédené

Rédené este o comună în departamentul Finistère, Franța. În 1 ianuarie 2022 avea o populație de 2.999 de locuitori.